# راي فيرارو
راي فيرارو هو لاعب هوكي جليد كندي، ولد في 23 أغسطس 1964 في ترايل في كندا.

## وصلات خارجية
- راي فيرارو على موقع دوري الهوكي الوطني (الإنجليزية)
- راي فيرارو على موقع قاعة مشاهير الهوكي (لاعب أن.إتش.أل) (الإنجليزية)
- راي فيرارو على موقع EliteProspects.com (الإنجليزية)
- راي فيرارو على موقع HockeyDB.com (الإنجليزية)
- راي فيرارو على موقع Hockey-Reference.com (الإنجليزية)